# Lino Cason
Lino Cason (ur. 27 października 1914 w Maserada sul Piave; zm. 15 lipca 1989 w Mazzè) – włoski piłkarz, grający na pozycji napastnika.

## Kariera piłkarska
W 1934 rozpoczął karierę piłkarską w Juventusie, z którym zdobył mistrzostwo Włoch. W 1937 przeszedł do Bari. Następnie do 1943 roku grał w klubach Vigevano, Baratta Battipaglia i Salernitana.

## Sukcesy i odznaczenia

### Sukcesy klubowe
Juventus
- mistrz Włoch (1x): 1934/35

Salernitana
- mistrz Serie C: 1942/43 (gr. L)